# هایدگرابن
هایدگرابن (به آلمانی: Heidgraben) یک شهر در آلمان است که در Pinneberg واقع شده‌است. هایدگرابن ۲٬۶۳۴ نفر جمعیت دارد.

## خواهرخوانده
شهر Challes, Sarthe خواهرخواندهٔ هایدگرابن هست.